# 英國皇家天文學會金質獎章
英國皇家天文學會金質獎章（英語：Gold Medal of the Royal Astronomical Society）是英國皇家天文學會的最高獎項，于1824年首次頒發。

## 歷史
早期該獎項每年頒發給多位得主，1833年起每年只頒發給一位。但海王星在1846年發現後因為對於約翰·柯西·亞當斯和于尔班·勒威耶的貢獻程度引起爭論，1847年並未頒獎。
1848年時頒發十二份「推薦獎」（包含亞當斯和勒威耶在內）後解決爭議，1849年起恢復頒獎，亞當斯和勒威耶分別在1866年和1868年獲得金質獎章。值得一提的是，勒威耶獲獎時的英國皇家天文學會會長正是亞當斯。
直到1963年大多都只頒發給一位得主。1964年起每年頒發兩位得主，分別是天文學和地球物理學。

## 歷年得主
- 查爾斯·巴貝奇 （1824年）
- 约翰·弗朗茨·恩克 （1824年、1830年）
- 約翰·弗里德里希·威廉·赫歇爾 （1826年、1836年）
- 詹姆士·卲斯 （1826年）
- 瓦西里·雅可夫列維奇·斯特魯維 （1826年）
- 弗朗西斯·貝利 （1827年、1843年）
- 詹姆士·丹露帕 （1828年）
- 卡羅琳·赫歇爾 （1828年）
- 湯瑪斯·布里斯班 （1828年）
- 亨利希·克里斯蒂安·舒馬赫 （1829年）
- 威廉·皮爾遜 （1829年）
- 弗里德里希·威廉·貝塞爾 （1829年、1841年）
- 威廉·理查森 （1830年）
- 亨利·克特 （1831年）
- 玛丽-夏尔·达穆瓦索 （1831年）
- 喬治·比德爾·艾里 （1833年、1846年）
- 曼努埃爾·約翰·強森 （1835年）
- 奧托·奥格斯特·羅森伯格 （1837年）
- 約翰·羅特斯勒 （1839年）
- 喬凡尼·安東尼奧·亞米多·普蘭納 （1840年）
- 彼得·安德魯·韓森 （1842年、1860年）
- 威廉·亨利·史密斯 （1845年）
- 威廉·拉塞爾 （1849年）
- 奧托·威廉·馮·斯特魯維 （1850年）
- 安尼巴莱·德·加斯帕里斯 （1851年）
- 克里斯蒂安·奧古斯特·弗里德里希·彼得斯 （1852年）
- 約翰·羅素·欣德 （1853年）
- 卡爾·路得維希·克里斯蒂安·呂姆克 （1854年）
- 威廉·魯特·道斯 （1855年）
- 羅伯特·格蘭特 （1856年）
- 海因利希·史瓦貝 （1857年）
- 羅伯特·緬恩 （1858年）
- 理查·克里斯多福·卡林頓 （1859年）
- 彼得·安德魯·韓森 （1860年）
- 赫爾曼·邁爾·薩洛蒙·戈爾德施密特 （1861年）
- 華倫·德拉魯 （1862年）
- 弗里德里希·阿格蘭德 （1863年）
- 約翰·柯西·亞當斯 （1865年）
- 喬治·邦德 （1866年）
- 威廉·哈金斯 （1867年、1885年）
- 威廉·阿倫·米勒 （1867年）
- 勒威耶 （1868年、1876年）
- 愛德華·詹姆斯·史東 （1869年）
- 夏尔-欧仁·德洛内 （1870年）
- 喬凡尼·斯基亞帕雷利 （1872年）
- 西蒙·紐康 （1874年）
- 海因里希·路易·达雷 （1875年）
- 埃爾科萊·狄姆博夫斯基 （1878年）
- 阿薩夫·霍爾 （1879年）
- 阿克塞爾·莫勒 （1881年）
- 大衛·吉爾 （1882年、1908年）
- 班傑明·阿普索普·古爾德 （1883年）
- 安德鲁·安斯利·康芒 （1884年）
- 愛德華·皮克林 （1886年、1901年）
- 查爾斯·普里查德 （1886年）
- 喬治·威廉·希爾 （1887年）
- 阿杜爾·奧威爾斯 （1888年）
- 莫里斯·洛伊 （1889年）
- 喬治·達爾文 （1892年）
- 赫爾曼·卡爾·沃格爾 （1893年）
- 舍本·衛斯里·伯納姆 （1894年）
- 艾薩克·羅伯茨 （1895年）
- 賽斯·卡羅·錢德勒 （1896年）
- 愛德華·愛默生·巴納德 （1897年）
- 威廉·弗雷德里克·丹寧 （1898年）
- 法蘭克·麥克林 （1899年）
- 儒勒·昂利·龐加萊 （1900年）
- 雅各布斯·卡普坦 （1902年）
- 赫爾曼·斯特魯維 （1903年）
- 喬治·海爾 （1904年）
- 路易斯·伯斯 （1905年）
- 威廉·華萊士·坎貝爾 （1906年）
- 歐內斯特·威廉·布朗 （1907年）
- 奧斯卡·巴克隆德 （1909年）
- 卡爾·弗里德里希·屈斯特納 （1910年）
- 菲利普·赫伯特·考威尔 （1911年）
- 亞瑟·羅伯特·欣克斯 （1912年）
- 亨利-亞歷山大·德朗達爾 （1913年）
- 馬克斯·沃夫 （1914年）
- 阿爾弗雷德·福勒 （1915年）
- 約翰·路易·埃米爾·德雷耳 （1916年）
- 沃爾特·亞當斯 （1917年）
- 約翰·埃弗謝德 （1918年）
- 纪尧姆·比古尔丹 （1919年）
- 亨利·諾利斯·羅素 （1921年）
- 詹姆士·金斯 （1922年）
- 阿爾伯特·邁克耳孫 （1923年）
- 亞瑟·愛丁頓 （1924年）
- 法蘭克·華生·戴森 （1925年）
- 阿爾伯特·愛因斯坦（1926年）
- 法蘭克·施萊辛格 （1927年）
- 雷夫·艾倫·桑普森 （1928年）
- 埃希納·赫茨普龍 （1929年）
- 約翰·斯坦利·普拉斯基特 （1930年）
- 威廉·德西特 （1931年）
- 羅伯特·格蘭特·艾特肯 （1932年）
- 維斯托·斯里弗 （1933年）
- 哈羅·沙普利 （1934年）
- 愛德華·亞瑟·米爾恩 （1935年）
- 木村榮 （1936年）
- 哈羅德·傑佛瑞 （1937年）
- 威廉·哈蒙德·萊特 （1938年）
- 貝爾納·費迪南·李奧 （1939年）
- 愛德溫·哈伯 （1940年）
- 哈羅德·史賓賽·瓊斯 （1943年）
- 奧托·斯特魯維 （1944年）
- 本特·埃德倫 （1945年）
- 扬·奥尔特 （1946年）
- 馬塞爾·明納爾特 （1947年）
- 貝蒂爾·林德布拉德 （1948年）
- 西德尼·查普曼 （1949年）
- 約珥·斯特賓斯 （1950年）
- 安东尼·潘涅库克 （1951年）
- 約翰·傑克森 （1952年）
- 蘇布拉馬尼揚·錢德拉塞卡 （1953年）
- 沃爾特·巴德 （1954年）
- 德克·布勞威爾 （1955年）
- 湯馬士·喬治·高林 （1956年）
- 阿爾布雷希特·翁澤爾德 （1957年）
- 安德烈-路易·丹戎 （1958年）
- 雷蒙德·利特爾頓 （1959年）
- 維克托·安巴楚勉 （1960年）
- 赫爾曼·贊斯特拉 （1961年）
- 本特·斯特龍根 （1962年）
- 哈利·赫姆利·普拉斯基特 （1963年）
- 馬丁·賴爾 （1964年）
- 莫里斯·尤因 （1964年）
- 爱德华·布拉德 （1965年）
- 傑拉德·莫里斯·克萊門斯 （1965年）
- 哈羅德·尤里 （1966年）
- 艾拉·斯普雷吉·鮑恩 （1966年）
- 漢尼斯·阿爾文 （1967年）
- 艾伦·桑德奇 （1967年）
- 弗雷德·霍伊爾 （1968年）
- 沃爾特·芒克 （1968年）
- 馬丁·史瓦西 （1969年）
- 阿爾伯特·湯馬士·普萊斯 （1969年）
- 賀瑞斯·巴布科克 （1970年）
- 法蘭克·普萊斯 （1971年）
- 理查德·范·里特·伍利 （1971年）
- 弗里茨·茲威基 （1972年）
- Hal Thirlaway （1972年）
- 愛德溫·歐內斯特·薩爾皮特 （1973年）
- 弗朗西斯·伯奇 （1973年）
- 凱斯·愛德華·布倫 （1974年）
- 路德维希·比爾曼 （1974年）
- 恩斯特·厄皮克 （1975年）
- 傑西·格林斯坦 （1975年）
- 威廉·麥可瑞 （1976年）
- 約翰·阿什沃思·拉特克利夫 （1976年）
- 大衛·貝茲 （1977年）
- 約翰·葛譚比·博爾頓 （1977年）
- 萊曼·史匹哲 （1978年）
- 詹姆斯·范·艾倫 （1978年）
- 利昂·諾波夫 （1979年）
- 查爾斯·哥里·韋恩 （1979年）
- 马尔滕·施密特 （1980年）
- 伯納德·洛弗爾 （1981年）
- 詹姆士·弗里曼·吉爾伯特 （1981年）
- 里卡爾多·賈科尼 （1982年）
- 伯納德·洛厄爾 （1982年）
- 弗雷德·惠普爾 （1983年）
- M·J·锡顿 （1983年）
- 凱斯·朗科恩 （1984年）
- 雅可夫·澤爾多維奇 （1984年）
- 湯馬士·戈爾德 （1985年）
- 史蒂芬·霍金 （1985年）[2]
- 亞歷山大·達卡諾 （1986年）
- 喬治·愛德華·巴科斯 （1986年）
- 馬丁·芮斯 （1987年）
- 永田武 （1987年）
- 唐·安德森 （1988年）
- 科内利斯·德亚赫 （1988年）
- 肯·龐斯 （1989年）
- 雷蒙特·海德 （1989年）
- 伯納德·帕格爾 （1990年）
- 詹姆士·唐吉 （1990年）
- 維塔利·拉扎列維奇·金兹堡 （1991年）
- 傑拉德·瓦舍保 （1991年）
- 丹·麥克肯澤 （1992年）
- 尤金·派克 （1992年）
- 唐納德·林登貝爾 （1993年）
- 彼得·高里 （1993年）
- 詹姆斯·愛德華·岡恩 （1994年）
- 拉希德·蘇尼亞耶夫 （1995年）
- 約翰·霍頓 （1995年）
- 薇拉·魯賓 （1996年）
- 肯尼斯·克里爾 （1996年）
- 唐納德·愛德華·奧斯特布羅克 （1997年）
- 唐納德·法利 （1997年）
- 羅伯特·拉吉斯拉夫·帕克 （1998年）
- 吉姆·皮布尔斯 （1998年）
- 肯尼斯·布敦（1999年）
- 玻丹·帕琴斯基（1999年）
- 里昂·露西 （2000年）
- 羅伯特·哈欽森 （2000年）
- 赫爾曼·邦迪 （2001年）
- Henry Rishbeth （2001年）
- 利昂·梅斯特爾 （2002年）
- 約翰·亞瑟·雅各布斯 （2002年）
- 約翰·諾利斯·巴寇 （2003年）
- 大衛·歌賓斯 （2003年）
- 耶利米·保羅·歐斯垂克 （2004年）
- 葛倫菲爾·透納 （2004年）
- 傑佛瑞·伯比奇 （2005年）
- 瑪格麗特·伯比奇 （2005年）
- 卡洛爾·喬登 （2005年）
- 西蒙·懷特 （2006年）
- 史蒂芬·考利 （2006年）
- 奈傑爾·魏斯 （2007年）
- 倫納德·庫哈尼 （2007年）
- 約瑟夫·席爾克 （2008年）
- 布萊恩·肯尼特 （2008年）
- 艾瑞克·普瑞斯特 （2009年）
- 大衛·威廉斯 （2009年）
- 道格拉斯·高夫 （2010年）
- 約翰·伍德豪斯 （2010年）
- 理查德·埃里斯 （2011年）
- 埃伯哈德·格倫（英语：Eberhard Grün） （2011年）
- 安德鲁·费边 （2012年）
- 約翰·坎貝爾·布朗 （2012年）
- 罗杰·布兰福德 （2013年）
- 克里斯·查普曼 （2013年）
- 卡洛斯·弗倫克（2014年）
- 約翰·查內奇（2014年）
- 米歇爾·麥耶（2015年）
- 麥可·洛克伍德（英语：Michael Lockwood (physicist)）（2015年）
- 约翰·D·巴罗（2016年）
- 菲利浦·殷格蘭（英语：Philip England）（2016年）
- 尼克·凯泽（2017年）
- 米歇尔·多尔蒂（2017年）
- 詹姆斯·霍夫（英语：James Hough）（2018年）
- 鲍勃·怀特（2018年）
- 罗伯特·肯尼克特（2019年）
- 玛格丽特·基弗尔森（英语：Margaret G. Kivelson）（2019年）
- 珊德拉·法貝爾（2020年）
- 伊冯娜·埃尔斯沃思（英语：Yvonne Elsworth）（2020年）
- 约瑟琳·贝尔·伯奈尔（2021年）
- 索恩·雷（英语：Thorne Lay）（2021年）
- 乔治·埃夫斯塔希欧（2022年）
- 理查德·B·霍恩（2022年）
- 约翰·皮科克（2023年）
- 蒂姆·帕尔默（2023年）
- 吉勒·夏布里埃（2024年）
- 约翰-迈克尔·肯德尔（英语：John-Michael Kendall）（2024年）

## 附屬獎項

### 銀質獎章
只在1824年和1827年頒發過。
- 1824年：卡爾·路得維希·克里斯蒂安·吕姆克、尚-路易·龐斯
- 1827年：威廉·山謬·史特拉福、馬克·鮑弗伊

### 1848年推薦獎
- 喬治·比德爾·艾里
- 約翰·柯西·亞當斯
- 勒威耶
- 弗里德里希·阿格蘭德
- 喬治·比紹普
- 喬治·埃佛勒斯
- 約翰·弗里德里希·威廉·赫歇爾
- 彼得·安德魯·韓森
- 卡爾·路德維希·亨克
- 約翰·羅素·欣德
- 約翰·威廉·盧伯克
- 馬克西米連·魏斯

## 外部連結
- RAS Awards, Medals & Prizes